# Anyagmennyiség
Az anyagmennyiség a Mértékegységek Nemzetközi Rendszere, röviden SI (Système International d’Unités) egyik alapmennyisége. Jele: n. Mértékegysége: mól, jele: mol.
A mól definíciója szerint 1 mol anyagmennyiségű anyag pontosan 6,02214076·1023 elemi egységet tartalmaz, mely szám az Avogadro-állandó értékével megegyezik.
Az atomok tömegének megadásához a szénatom tömegéhez viszonyított relatív atomtömeg egység használatos. A relatív atomtömeg megadja, hogy egy atom tömege hányszor nagyobb egy szénatom tömegének egytizenketted részénél.
Tehát bármely atom egy móljának tömege megegyezik az illető atom relatív atomtömegének grammokban kifejezett értékével. Az anyagok 1 móljának tömegét moláris tömegnek nevezzük. Jele M, mértékegysége kg/mol vagy g/mol.
Bármely 1 molnyi mennyiségű anyagban ugyanannyi számú elemi egység (atom, molekula, elektron, ion, egyéb részecske, vagy ezek meghatározott csoportja) van. Ez a szám az Amedeo Avogadro olasz fizikus tiszteletére elnevezett Avogadro-szám, amelynek értéke pontosan 6,02214076·1023.
Az anyagmennyiség meghatározása ennek megfelelően darabszámlálással írható le:
{\displaystyle n={\frac {m}{M}}={\frac {N}{N_{A}}}}
ahol
n az anyagmennyiség (mol)
m a tömeg (kg)
M a moláris tömeg (kg/mol)
N az atomok darabszáma (1)
NA az Avogadro-szám (1/mol)
A darab mértékegységet az SI nem jelöli; az egyes számjegyet írja a mértékegység helyébe, vagy magát a számértéket.

## Az SI-alapegységek újradefiniálása
Az Általános Súly- és Mértékügyi Konferencia 2018 novemberi határozata új meghatározást fogadott el a mól számára. Ez a meghatározás 2019. május 25-én lépett érvénybe, melyben konstans természeti állandót határoz meg (Avogadro-állandó), és ebből vezethető le a mértékegység definíciója. Ennek értelmében egy mol pontosan 6,02214076·1023 elemi egységet tartalmaz. Ezt az értéket az NA Avogadro-állandó rögzítésével határozzuk meg, amelyet mol−1 mértékegységgel mérünk. Az anyagmennyiség, amelynek jele n, annak a rendszernek a nagysága, amely meghatározott elemi egységeket tartalmaz. Az elemi egység lehet atom, molekula, ion, vagy alkothatja részecskék bármely meghatározott csoportja.

A régebbi definíció szerint a mól annak a rendszernek anyagmennyisége, amely annyi elemi egységet tartalmaz, mint ahány atom van 0,012 kg szén-12-izotópban. A mol egység használatához meg kell jelölni az elemi egységek fajtáját. Ezek lehetnek atomok, molekulák, ionok, elektronok, egyéb elemi egységek, vagy ezeknek meghatározott csoportja.